# Aritranis claviventris
Aritranis claviventris är en stekelart som först beskrevs av Joseph Kriechbaumer 1894.  Aritranis claviventris ingår i släktet Aritranis och familjen brokparasitsteklar. Inga underarter finns listade.